# 恐馬屬
恐馬屬（学名：Dinohippus；來自希臘語，原意即“可怕的馬”）是一屬已經滅絕的草食性馬科生物。它們生活在中新世亥姆菲尔阶到上新世赞克尔阶之間的北美洲，存在了大約670萬年。它們與馬屬生物有很近的親緣關係，早期研究認為恐馬為單趾馬，但1981年發現的化石顯示它其實是三趾馬。